# توروس تساروکیان
توروس واغیناکی تساروکیان (ارمنی: Թորոս Վարդավառի Ծառուկյան؛ زادهٔ ۱۸۷۰ - درگذشته ۱۸۹۳) یک فدایی اهل ارمنستان بود.

## زندگی‌نامه
در ۱۸۷۰ در گورون به دنیا آمد وی عضو حزب سوسیال دموکرات هنچاکیان بود.. وی در ۱۸۹۳ در سن ۲۳ سالگی در آنکارا درگذشت .